# Cerkiew św. Mikołaja Cudotwórcy w Topilcu
Cerkiew św. Mikołaja Cudotwórcy – prawosławna cerkiew parafialna w Topilcu. Należy do dekanatu Białystok diecezji białostocko-gdańskiej Polskiego Autokefalicznego Kościoła Prawosławnego.
Prawosławna parafia w Topilcu, związana z monasterem w Supraślu, istniała w I połowie XVI w. Po 1635 przyjęła unię, na prawosławie przeszła ponownie w 1839, na mocy postanowień synodu połockiego. Budynek cerkwi pochodzi z lat 1870–1872.

## Historia

### Pierwsza cerkiew prawosławna
Wieś Topilec została w 1506 nadana monasterowi w Supraślu przez biskupa Józefa Sołtana. Po tej dacie w miejscowości wzniesiono prawosławną kaplicę, następnie rozbudowaną i podniesioną do rangi parafialnej cerkwi. Świątynia ta funkcjonowała z pewnością w 1545, z roku tego pochodzi dokument dotyczący nadania parafii gruntów. Szczególnym obiektem kultu w obiekcie była ikona patronalna.
Cerkiew topilecka pozostawała świątynią prawosławną do momentu, dopóki przy wyznaniu tym pozostawał monaster w Supraślu, (tj. do 1635).
Z prawosławnej cerkwi w Topilcu pochodzi kopia ikony Matki Bożej „Znak” powstała w drugiej połowie XVI w..

### Cerkiew unicka
W I Rzeczypospolitej unicka parafia w Topilcu podlegała dekanatowi podlaskiemu unickiej metropolii kijowsko-wileńskiej. W 1797 została włączona do dekanatu białostockiego nowo erygowanej diecezji supraskiej. Pozostała w jej strukturach do likwidacji administratury w 1809, gdy cały dekanat białostocki znalazł się w diecezji brzeskiej, a po reorganizacji granic diecezji Kościoła unickiego w Imperium Rosyjskim w 1828 – w diecezji litewskiej.
Opis cerkwi w Topilcu z jednego z protokołów wizytacyjnych wskazuje, iż była to budowla drewniana, kryta gontem, z dwiema kopułami nad przedsionkiem i nad nawą główną. W drugiej z wymienionych kopuł znajdował się dzwon-sygnaturka.
W XIX w. wyposażenie cerkwi w Topilcu było silnie zlatynizowane, co odpowiadało ogólnym tendencjom zmian w unickich parafiach na Podlasiu po synodzie zamojskim. W 1836 dziekan białostocki Leon Markiewicz informował, że w budynku nie było żadnych typowych dla obrządku bizantyjskiego utensyliów liturgicznych. Cerkiew posiadała natomiast typowo łacińskie obrazy Wniebowzięcia Maryi i św. Franciszka.
Gruntowna zmiana wyposażenia cerkwi w Topilcu odbyła się w ramach akcji delatynizacji obrządku unickiego, której głównym inicjatorem był biskup wileński Józef Siemiaszko, a która miała doprowadzić do przejścia całej diecezji do Rosyjskiego Kościoła Prawosławnego. W 1836 do świątyni wstawiono stół ofiarny, ołtarz i konstrukcję ikonostasu, jednak ikony dla niego napisane zostały dopiero w sierpniu 1837 przez Hipolita Charsewicza. Budowę ikonostasu sfinansowano z dotacji państwowej. W 1837 w cerkwi były już niektóre typowe dla prawosławia naczynia liturgiczne. W tym samym roku do świątyni zakupiono darochranitielnicę, która zastąpiła sprzedaną wcześniej na polecenie konsystorza diecezjalnego monstrancję.
W 1838 liczbę wiernych uczęszczających do cerkwi topileckiej oszacowano na 875 osób, poza dwojgiem kapłanów wyłącznie stanu chłopskiego. Na początku lat 30. XIX w. parafię w Topilcu zaliczano do najuboższych unickich placówek duszpasterskich na Podlasiu.
Proboszcz parafii w Topilcu w 1838 zgodził się na konwersję na prawosławie. W roku następnym, na mocy postanowień synodu połockiego, cerkiew w Topilcu stała się świątynią prawosławną. W wymienionym roku drewniana budowla sakralna była już bardzo zniszczona.

### Murowana cerkiew prawosławna

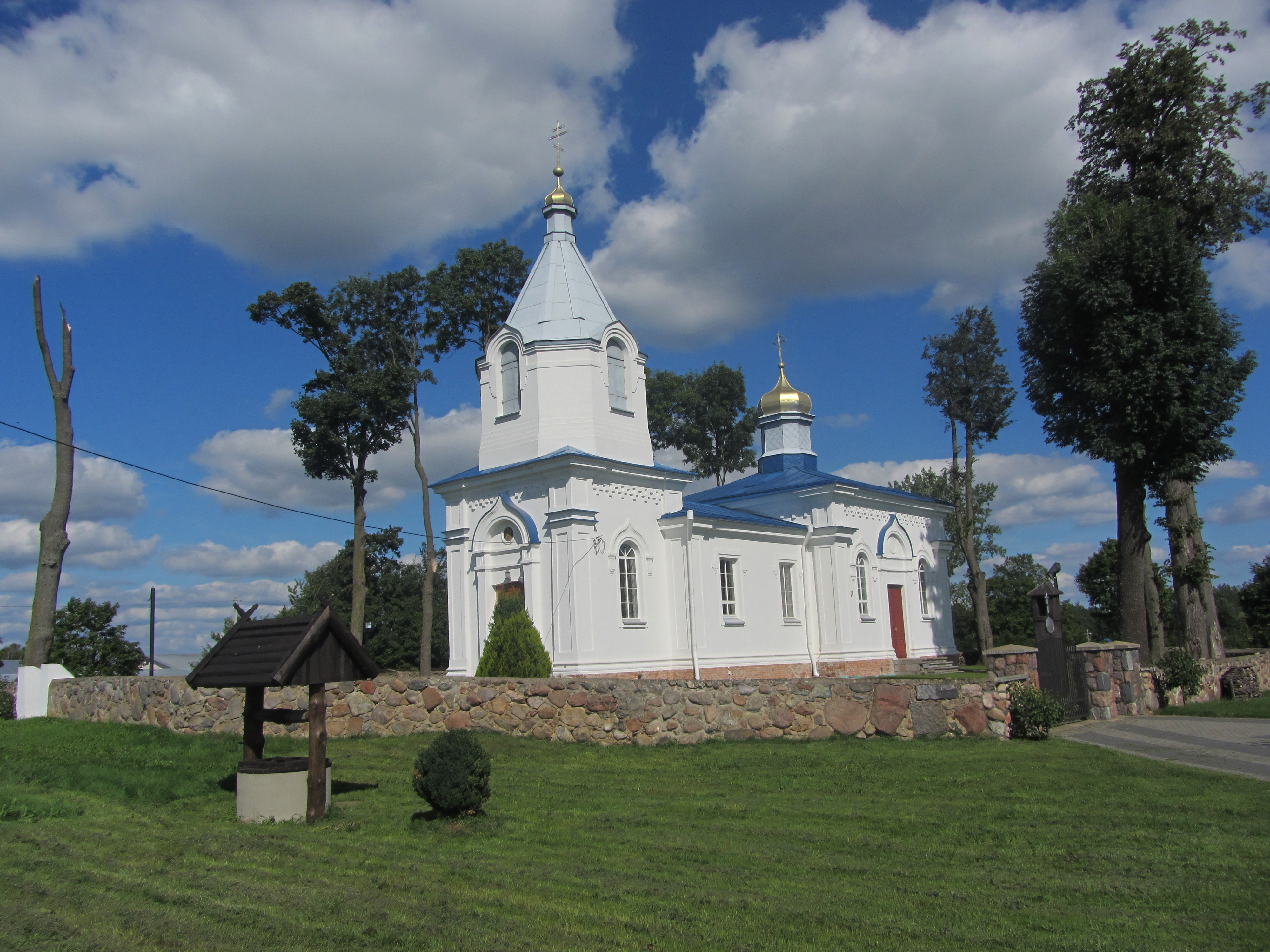

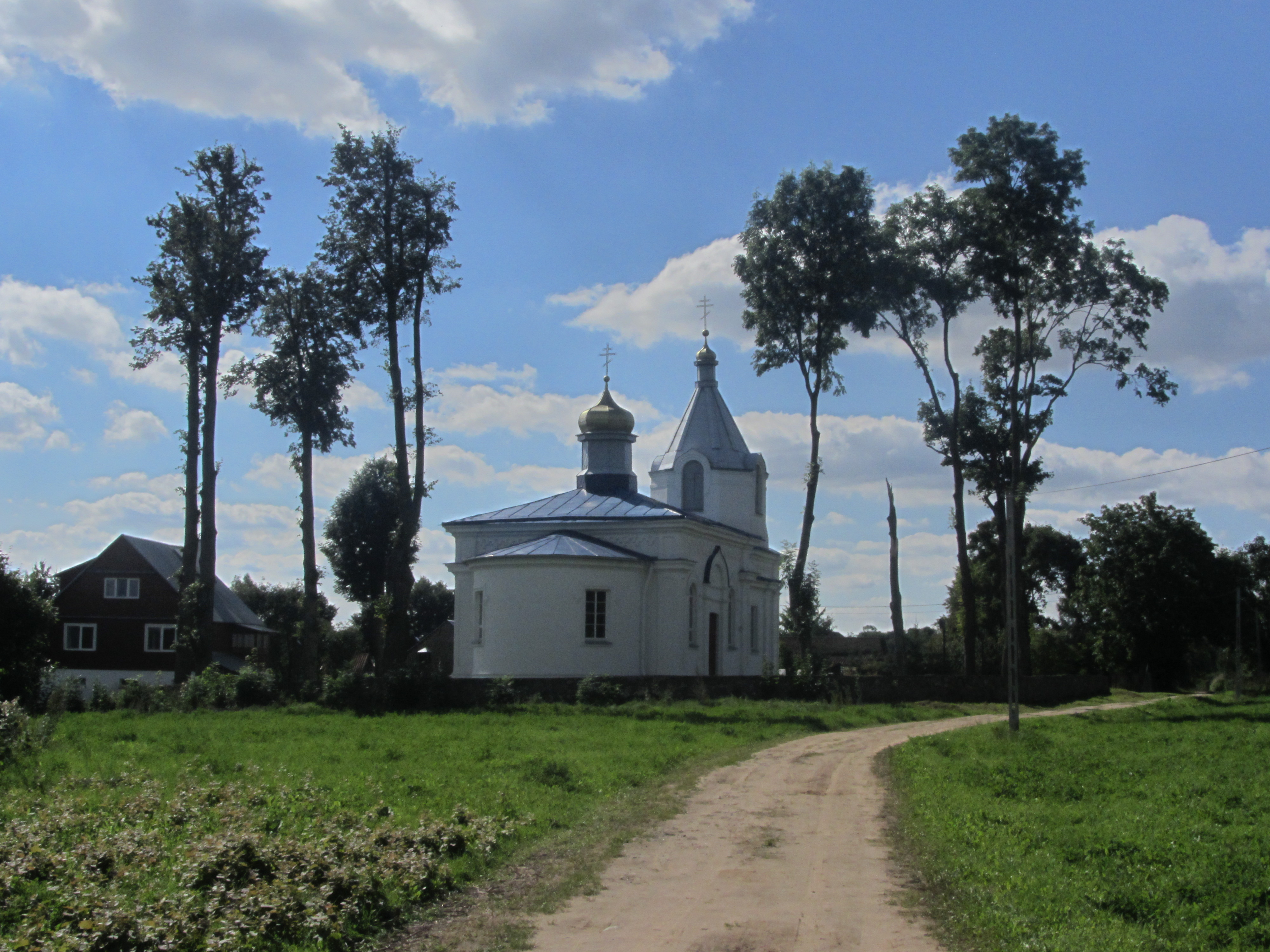
Widok cerkwi od strony prezbiterium

Murowaną świątynię prawosławną w Topilcu zbudowano w latach 1870–1872. Budynek wyświęcił 6 czerwca 1872 dziekan białostocki Jan Sitkiewicz. Już po zakończeniu prac nad obiektem sakralnym gotową świątynię otoczono nowym ogrodzeniem, zakupiono do niego nowe ikony i płaszczanicę. W cerkwi znajdowały się również dwa dzwony o wadze 14 i 34 pudów, które zaginęły podczas bieżeństwa, ukryte w nieznanym miejscu przez uciekających na wschód parafian. Pod koniec XIX wieku do parafii należało około 1490 wiernych z 11 wsi (Topilec, Barszczówka, Baciuty, Gajowniki, Zawady, Zaczerlany, Niewodnica Korycka, Kościuki, Nowy Topilec, Tołcze). Parafii podlegały 3 cerkiewne szkoły w Baciutach, Kościukach i Topilcu. Na bieżeństwo udała się cała prawosławna społeczność Topilca, a cerkiew została porzucona w kolejnych latach i zdewastowana. W 1918 miejscową parafię zlikwidowano, a jej majątek uległ konfiskacie. Powroty prawosławnych z Rosji do Topilca trwały do 1922. Wierni przeprowadzili doraźny remont obiektu sakralnego oraz miejscowego cmentarza prawosławnego. Liczbę uczęszczających do cerkwi szacowano na 1261 osób, zaś w 1928 – na 1200. W wymienionym roku Polski Autokefaliczny Kościół Prawosławny bez powodzenia starał się o przywrócenie cerkwi statusu parafialnej, który świątynia uzyskała ponownie dopiero w 1940. W latach II wojny światowej i w latach powojennych liczba parafian znacznie spadła.
Budowla była remontowana z zewnątrz w 1958 i 1979, zaś w 1990 dokonano renowacji wnętrza. W czasie jednego z remontów na wyposażeniu świątyni odnaleziono zabytkową kopię Supraskiej Ikony Matki Bożej. Świątynia posiada 240-kilogramowy dzwon. Przed cerkwią znajduje się zabytkowa kapliczka słupowa.
Na początku XXI w. do świątyni uczęszczało 137 wiernych. W 2. dekadzie XXI w. miał miejsce kolejny remont cerkwi, w trakcie którego wnętrze ozdobiono polichromią autorstwa Katarzyny Gierasimiuk.
Cerkiew wpisano do rejestru zabytków 23 października 1975 pod nr A-91.